# اكزوتيكا
اكزوتيكا (بالإنجليزية: Exotica) هو فيلم درامي كندي لعام 1994 تم وضعه بشكل أساسي في نادي اكزوتيكا الخيالي في تورونتو، من إخراج وكتابة أتوم أجويان والبطولة ميا كيرشنر وإلياس كوتياس وسارة بولي وبروس غرينوود ودون ماكيلار.

## طاقم التمثيل
- بروس جرينود بدور فرانسيس براون
- إيلياس كوتياس بدور إريك
- ميا كيرشنر بدور كريستيانا
- دون ماكلير بدور توماس بينتو
- آرسينيه خانجيان بدور زو
- سارة بولي بدور تريسي براون
- فيكتور جاربر بدور هارولد براون

## الاستقبال
حقق الفيلم 32,856 دولارًا في عطلة نهاية الأسبوع الافتتاحية في تورونتو. اعتبر الموزعون أداء شباك التذاكر الأولي للفيلم في إصداره المحدود «ضخمًا». في مارس 1995 ذكر الناقد الأمريكي روجر إيبرت أن اكزوتيكا كانت ستحطم الأرقام القياسية في شباك التذاكر في كندا.
بحلول عام 1995 حقق الفيلم 1.75 مليون دولار في كندا، وهو مبلغ كبير للسينما الإنجليزية الكندية. أنهى الفيلم مسيرته بعد أن حقق 5.13 مليون دولار في الولايات المتحدة وكندا. كان الفيلم هو أكبر نجاح مالي لإيجويان، وكان يطلق عليه «اختراق شباك التذاكر».

## روابط خارجية
- اكزوتيكا على موقع IMDb (الإنجليزية)
- اكزوتيكا على موقع ميتاكريتيك (الإنجليزية)
- اكزوتيكا على موقع روتن توميتوز (الإنجليزية)
- اكزوتيكا على موقع نتفليكس (الإنجليزية)
- اكزوتيكا على موقع ألو سيني (الفرنسية)
- اكزوتيكا على موقع Turner Classic Movies (الإنجليزية)
- اكزوتيكا على موقع أول موفي (الإنجليزية)
- اكزوتيكا على موقع بوكس أوفيس موجو (الإنجليزية)
- اكزوتيكا على موقع فيلمافينيتي (الإسبانية)
- اكزوتيكا على موقع قاعدة بيانات الأفلام السويدية (السويدية)